# 趙時晉
趙時晉（16世紀—17世紀），字進之，山東濟南府德州平原縣人，明朝政治人物。

## 生平
趙時晉是萬曆三十七年（1609年）己酉科山東鄉試舉人，四十一年（1613年）癸丑科三甲第一百二十七名進士。授任縣知縣，免除讓車編戶煩擾的輸載役賦，平定在靜海縣剽掠商賈的賊黨李四等，遇上饑荒時設法賑災，修築北堰灌溉農田，讓縣民不再為旱澇憂心，四十四年（1616年）調滑縣知縣，就任後修葺廟學和城垣，懲罰訟師，教育諸生，並緝拿用幻術迷惑鄉里的惡少，全縣震驚，良民因此安定，四十八年（1620年）陞戶部雲南司主事。

## 家族
曾祖趙簡；祖父趙惠；父趙逖，通判。

## 引用
1. 1 2  乾隆《平原縣志·卷八·人物》：趙時晉，字進之，由進士知任縣，明果節愛，均徭六日而畢。舊有輸載役賦，車編戶不勝擾，為豁除之。靜海大猾李四聚黨剽行賈，賈不予則殪諸河，時晉選弓兵授以計，縛歸寘之法，餘悉鳥散。歲大祲，設法散賑就民，所聚以身親之。築北堰以障木閘富良河以灌田，任始不憂旱澇。以才調滑縣，至則葺廟學、修城垣、懲訟師，時課諸生，所拔前列皆報捷。先是惡少群操白棓橫行鄉里，而左道家復醵金大會，以幻術煽人不捕且大亂，時晉廉得渠魁，親率游徼往捕，無得脫者，一邑震警，良民乃安，陞戶部雲南司主事。
2. ↑  乾隆《平原縣志·卷七·選舉》：萬厯……趙時晉 己酉科（舉人），詳進士
3. ↑  《萬曆四十一年癸丑科進士履歷》